# Halosauropsis macrochir
Halosauropsis macrochir ist ein Tiefseefisch aus der Familie der Echsenaale (Halosauridae). Er ist weitverbreitet zwischen 50° nördlicher und 47° südlicher Breite im Atlantik, Pazifik und im westlichen Indischen Ozean in Tiefen von 1100 bis 3300 Metern. 

## Merkmale
Halosauropsis macrochir wird 90 cm lang. Die Art hat einen aalartig langen, seitlich aber abgeflachten Körper. Der Schwanz ist schlank und läuft spitz aus. Eine Schwanzflosse fehlt. Die Rückenflosse ist kurz und wird von 11 bis 13 Flossenstrahlen gestützt. Das Auge ist mittelgroß, das Maul klein und unterständig. Halosauropsis macrochir ist grauschwarz bis bläulich-schwarz, die Kopfoberseite und die „Kehle“ (Isthmus zwischen den Kiemen und die Branchiostegalmembran) sind schwarz. Die Seitenlinie ist stark pigmentiert. Die Kopfoberseite ist schuppenlos, der Kiemendeckel beschuppt.

## Lebensweise
Halosauropsis macrochir lebt auf dem unteren Kontinentalschelf, den Kontinentalabhängen und dem oberen Abyssal zwischen den 4- und 2-°C-Isothermen. Er schwebt meist nah über dem Meeresboden oder liegt darauf. Die langen, schlanken Brustflossen werden für gewöhnlich nach oben und vorne gehalten. Sie könnten eine sensorische Funktion haben. Halosauropsis macrochir ernährt sich von wirbellosen Tieren, wie Vielborstern, Stachelhäutern und Krebstieren.